# Chaim Weizmann
Chaim Azriel Weizmann (Hebraisk: חיים עזריאל ויצמן, transskription: Chayyim Azri'el Vaytsman; Russisk: Хаим Евзорович Вейцман, transskription: Khaim Evzorovich Veytsman; født d. 27. november 1874 i Motal, Russiske Kejserrige, og død d. 9. november 1952 i Jerusalem, Israel) var en russiskfødt biokemiker og zionistisk leder, som fungerede som præsident for Verdens Zionistorganisation. Weizmann blev valgt som Israels første præsident den 16. februar 1949, hvilket hverv han tjente indtil sin død i 1952. Han var bagmanden bag at sikre Balfour-deklarationen og overbeviste senere USA's regering om at anerkende den nyetablerede stat Israel.
Som biokemiker anses Weizmann for at være 'fader' til industriel fermentering. Han udviklede acetone-butanol-ethanol-fermenteringsprocessen, som producerer acetone, n-butanol og ethanol gennem bakteriel fermentering. Hans acetoneproduktionsmetode var af stor betydning i fremstillingen af cordit-sprængstoffer til den britiske krigsindustri under 1. verdenskrig. Han grundlagde Sieff Research Institute i Rehovot (senere omdøbt til Weizmann-instituttet til hans ære) og var ligeledes medvirkende ved grundlæggelsen af Det hebraiske universitet i Jerusalem.
Chaim Weizmann var søn af en træhandler. Han var det tredje barn i en søskendeflok på i alt 15. Efter cheder (jødisk grundskole) og gymnasium flyttede han i 1892 til Tyskland for at studere kemi ved Technische Hochschule i Darmstadt. I 1894 flyttede Weizmann til Berlin for at studere ved universitetet i Berlin. I 1897 rejste han til Freiburg im Üchtland i Scweitz, hvor han tog doktorgraden i 1899, summa cum laude. Fra 1901 arbejdede han som docent i biokemi ved universitetet i Genève.
I 1904 flyttede Weizmann til Manchester, Storbritannien, for at undervise ved kemiafdelingen på universitet i Manchester som seniorlektor. I 1910 opnåede han britisk statsborgerskab og arbejdede som direktør for et militært laboratorium fra 1916 til 1919. I denne forbindelse udviklede han en ny syntese for acetone, som var vigtig for fremstillingen af sprængstoffet TNT og udtog nogen patenter.
Under sit studium blev han kendt med Theodor Herzls bog Der Judenstaat og begyndte at interessere sig for zionismen. Ved siden af sin karriere som kemiker spillede det zionistiske engagement tidligt en vigtig rolle i hans liv, og han arbejdede gennem mange år for at vinde europæiske lande for idéen om en jødisk stat. I 1917 arbejdede Weizmann sammen med Lord Balfour om Balfour-deklarationen. Weizmann betragtedes som centrist og tog hverken parti for socialisterne eller de konservative. Den 3. januar 1919 underskrev han og kong Faisal 1. af Irak en aftale mellem arabere og hebræere. Derefter var han den oplagte leder af den zionistiske bevægelse og blev præsident for den jødiske verdenskongres i 1920, hvilket hverv han beholdt med en afbrydelse mellem 1931 og 1935 til 1946; da det britiske arbejderparti kom til magten og indtog en afvisende holdning til zionismen, blev der stillet spørgsmålstegn ved Weizmanns samarbejde med briterne, og han blev ikke genvalgt som præsident for verdenskongressen. I 1921 startede han og Albert Einstein en indsamling af midler til oprettelsen af det første hebraiske universitet i Jerusalem.
Under 2. verdenskrig var Weizmann rådgiver for den britiske regering og forskede på syntetisk gummi og højoktan benzin. Han mødte Harry S. Truman og virkede aktivt for staten Israels oprettelse i 1948. Han gik oprindeligt ind for en deling af Palæstina i en jødisk og en arabisk del. Den 17. maj 1948 blev Weizmann præsident for det provisoriske statsråd i Israel, og den 16. februar blev han valgt til den nye stats første præsident. Han blev genvalgt i november 1951 men led af en alvorlig hjertesygdom og døde året efter.
I sin hjemby Rehovot oprettede han et forskningsinstitut, nu kendt som Weizmann Institute of Science.